# فریدریش پاشن
لوئیس کارل هاینریش فریدریش پاشن (به آلمانی: Louis Karl Heinrich Friedrich Paschen) (۲۲ ژانویه ۱۸۶۵–۲۵ فوریه ۱۹۴۷) فیزیک‌دان آلمانی بود که بیشتر به خاطر پژوهش‌های وی در مورد تخیله الکتریکی مشهور است همچنین سری پاشن به نام وی نام‌گذاری شده است که اولین بار توسط وی و در سال ۱۹۰۸ مشاهده شد.

## قانون پاشن
قانون پاشن معادله ای است که ولتاژ شکست ، یعنی ولتاژ لازم برای شروع تخلیه یا قوس الکتریکی ، بین دو الکترود موجود در گاز را به عنوان تابعی از فشار و طول شکاف می دهد. نام آن به نام فردریش پاشن است که به طور تجربی در سال 1889 آن را کشف کرد. 
پاشن  ولتاژ شکست گازهای مختلف بین صفحات فلزی موازی را مطالعه کرد زیرا فشار گاز و فاصله شکاف متفاوت بود.

منحنی‌های پاشن بدست‌آمده برای هلیوم، نئون، آرگون، هیدروژن و نیتروژن به دست‌آمده از بیان ولتاژ شکست

با یک طول شکاف ثابت ، ولتاژ لازم برای قوس در شکاف با کاهش فشار کاهش می یابد و سپس به تدریج افزایش می یابد و از مقدار اصلی آن فراتر می رود.
با یک فشار ثابت ، ولتاژ مورد نیاز برای ایجاد قوس با کاهش اندازه شکاف کاهش می یابد اما فقط به یک نقطه می رسد. با کاهش بیشتر شکاف ، ولتاژ مورد نیاز برای ایجاد قوس شروع به افزایش کرد و دوباره از مقدار اصلی خود فراتر رفت.
برای یک گاز داده شده ، ولتاژ فقط تابعی از محصول فشار و فاصله است.  منحنی او در مورد ولتاژ در برابر محصول طول فشار-شکاف (راست) را منحنی پاشن می نامند. او معادله ای را یافت که متناسب با این منحنی ها باشد ، که اکنون قانون پاشن نامیده می شود. 
در فشارها و طولهای شکاف بالاتر ، ولتاژ شکست تقریباً متناسب با محصول فشار و فاصله است و گاهی اوقات از اصطلاح قانون پاشن برای اشاره به این رابطه ساده استفاده می شود. با این حال ، این فقط در محدوده منحنی ، تقریباً درست است.
قانون پاشن بیان می‌کند ولتاژ لازم برای شکست الکتریکی گاز واقع در یک میدان یکنواخت تابعی است از حاصلضرب فشار گاز و فاصلهٔ بین الکترودها. با این وجود این رابطه مستقیم و خطی نیست.
منحنی قانون پاشن مشخص می‌کند که ولتاژ شکست یک گاز معین، که در فاصلهٔ میان الکترودهای ایجادکنندهٔ یک میدان یکنواخت با جنس مشخص قرار دارد، تابعی منحصربه‌فرد از فشار گاز و فاصلهٔ بین الکترودها است.
درستی قانون پاشن در گسترهٔ وسیعی از مقادیر pd نشان داده شده است. با این وجود در مقادیر نسبتاً بزرگ pd، در برخی از گازها دیده شده است که ولتاژ شکست در مقادیر یکسان pd، برای فاصله‌های بیشتر، کمتر است. این دورشدن از قانون پاشن احتمالاً به این علت است که سازوکار شکست تانزند رفته‌رفته جای خود را به سازوکار استریمر می‌دهد. از سوی دیگر در فشارهای بسیارپایین نیز دورشدن از قانون پاشن مشاهده شده است، در این فشارها ولتاژ شکست به ویژگی‌های گاز بستگی ندارد بلکه به خلوص و ویژگی‌ها الکترودها وابسته است.
مطابق قانون گاز ، فشار گاز با تغییر دما تغییر می‌کند. برای در نظر گرفتن اثر دما در قانون پاشن، معمولاً آن را به صورت  می‌نویسند که در این رابطه N چگالی مولکول‌های گاز است.

## زندگی‌نامه
فردریش پاشن، «احتمالاً بزرگ‌ترین طیف‌نگار تجربی زمان خود» در خانواده‌ای لوتری متشکل از افسران مکلنبورگ، در سال ۱۸۶۵متولد شد.
پاشن پس از پایان تحصیلات متوسطه خود در شورین، تحصیلات دانشگاهی خود را در سال ۱۸۸۴ در استراسبورگ آغاز کرد، جایی که به گروه شاگردان اطراف آگوست کوندت، کاریزماتیک ترین و تأثیرگذارترین استاد فیزیک در آلمان، که اتفاقاً اهل مکلنبورگ نیز بود، پیوست.
پس از دو سال در استراسبورگ، پاشن به مدت یک سال در دانشگاه برلین تحصیل کرد، سپس مدرک دکتری خود را در سال ۱۸۸۴ گرفت. چهار پژوهش دکتری پاشن که توسط کوندت به او پیشنهاد شد، "قانون پاشن" را ایجاد کرد. یکی از اولین و مهمترین آنها این بود : ولتاژ جرقه فقط به حاصل ضرب فشار گاز در فاصله بین الکترودها بستگی دارد.

از اکتبر ۱۸۸۸ تا آوریل ۱۸۹۱، پاشن آخرین دستیار ویلهلم هیتورف در مؤسسه فیزیک آکادمی کاتولیک مونستر بود. با توجه به  امکانات تجربی موجود، طی دو سال هفت مقاله در مورد انواع تحقیقات پتانسیل های الکترولیتی منتشر کرد. هیترف در سال ۱۸۹۰ بازنشسته شد.
در عید پاک ۱۸۹۱، پاشن دستیار تدریس هاینریش کایزر در مؤسسه فیزیکی شد. پاشن در این سمت تا عید پاک ۱۹۰۱ادامه داد و پس از عزیمت کایزر در ۱۸۹۴، زیر نظر کنراد دیتریچی خدمت کرد.
در سال ۱۹۰۸، مؤسسه به طور قابل توجهی بزرگ شد تا تعداد فزاینده‌ای از دانش‌آموزان پیشرفته، از جمله بسیاری از دانشجویان خارجی را در خود جای دهد. در سال ۱۹۱۹ کرسی فیزیک “بن” را به عنوان جانشین کایسر پذیرفت. اما او در اوایل سال ۱۹۲۰ تسلیم شد زیرا متقاعد شده بود که در نتیجه اوضاع سیاسی و مهمتر از همه اقتصادی، این حرکت به ضرر کار تحقیقاتی او خواهد بود.

خطوط طیفی هیدروژن

در آخرین روزهای ژوئیه ۱۹۱۴، فعالیت در مؤسسه پاشن به طور ناگهانی متوقف شد. با شروع جنگ جهانی دانشجویان آلمانی و کارکنان مؤسسه  فعالیت خود را ترک کردند و دانشجویان خارجی از مرز سوئیس فرار کردند. به نظر می رسد که پاشن خود کمترین تمایلی برای شرکت در جنگ نداشته است. در تابستان ۱۹۱۵، با کمک تکنسین مجردی که از ارتش فراخوانده شده بود، پاشن دوباره به کار کردن روی سری نیلز بور، پرداخت.
پس از جنگ، فعالیت طیف‌سنجی در مؤسسه پاشن به سرعت افزایش یافت. در طول شش سال قبل از خروج او در سال ۱۹۲۴، توبینگن بدون شک مهمترین مرکز طیف سنجی اتمی در آلمان بود، در زمانی که این تکنیک بسیار مهم برای پیشرفت فیزیک اتمی نظری بود.از جمله موفقیت های برجسته پاشن مرتب کردن طیف خطی نئون - تقریباً ۱۰۰۰خط - به سری های طیفی بود.
در ژوئیه 1924، پاشن مشتاق بود که آن پاییز و زمستان را در ایالات متحده بگذراند. او دومین فیزیکدان آلمانی (بعد از سامرفلد) بود که از زمان جنگ، مقام استادی را در آنجا دریافت کرد. اما در سپتامبر، پاشن پیشنهاد ریاست Physikalisch-Technische Bundesanstalt را قبول کرد و به برلین بازگشت. بازگرداندن تحقیقات پایه به عنوان کارکرد اصلی موسسه. در این تلاش او به دلیل محدودیت های بودجه، و محدودیت های خود پاشن به عنوان مدیر و سیاستمدار، موفقیت بسیار محدودی داشت. پس از سپری کردن تقریباً یک سال در این پست، او اعلام کرد که خوشحال خواهد شد که به یک صندلی دانشگاه بازگردد. با این حال، او همچنان در این سمت باقی ماند و به تدریج یک آزمایشگاه طیف سنجی برای ادامه خط تحقیقات قبلی خود ساخت. پاشن به عنوان استاد افتخاری در دانشگاه برلین در مورد برخی موضوعات در طیف سنجی یا اپتیک فیزیکی به مدت دو ساعت در هفته هر ترم سخنرانی می کرد. او به‌عنوان عضو آکادمی برلین (از ژوئیه ۱۹۲۵) و کمیته‌ها و کمیسیون‌های مختلف، و به‌عنوان رئیس Physikalisch-Technische Bundesanstalt (۱۹۲۵–۱۹۲۷)، نقش برجسته‌ای – البته نه نقشی کلیدی – در حیات علمی پرنشاط داشت. 
او در سال ۱۹۲۸ نشان رامفورد را از انجمن سلطنتی لندن دریافت کرد.
پست پاشن، بالاترین پستی که یک فیزیکدان تجربی آلمانی می‌توانست آرزوی آن را داشته باشد، مورد علاقه یوهانس استارک بود. بلافاصله پس از تصرف قدرت توسط نازی ها، استارک خود را به آن منصوب کرد، که از اول ماه مه ۱۹۳۳ آغاز شد. در نوامبر ۱۹۴۳ خانه‌اش و تمام دارایی‌هایش در یک بمباران آتش گرفت. پاشن سپس به پوتسدام نقل مکان کرد و در آنجا که به دلیل محرومیت های پس از جنگ ضعیف شده بود، دراثر ذات الریه در اوایل سال ۱۹۴۷ درگذشت.